# Кардиналистская теория полезности
Кардиналистская (количественная) теория полезности — микроэкономическая теория, изучающая экономический анализ потребностей человека и предлагающая в качестве единицы измерения полезности блага условную единицу ютиль. Кардиналисты считали, что стоимость единицы блага должна сводиться к затратам труда и определяется степенью важности той потребности, которая удовлетворяется при помощи этой единицы.
Позже было доказано, что измерить полезность невозможно, так как та является субъективным показателем, и в соответствии с этим возникла альтернативная ординалистская теория полезности, субъективная полезность блага при этом определяется редкостью товара и степенью приносимого насыщения и не сводится к затратам труда. Но при этом кардиналисты использовали в своих исследованиях основные постулаты Германа Генриха Госсена, которые гласили, что рациональный потребитель будет наращивать потребление до тех пор, пока предельная полезность одного блага не будет равна предельной полезности другого блага.
В своё время это правило поведения потребителя было сформулировано Госсеном и получило название второго закона Госсена. Ныне закон можно сформулировать следующим образом: чтобы получить максимум полезности, потребитель, обладающий ограниченными ресурсами, должен потреблять каждого блага столько, сколько необходимо для выравнивания предельных полезностей на единицу стоимости по каждому благу. Математически правило потребительского равновесия выражается равенством МU1/P1 = MU2/P2 = … = MUn/Pn.